# Khan Chey Por Senchey
Khan Chey Por Senchey är ett distrikt i Kambodja.   Det ligger i provinsen Phnom Penh, i den södra delen av landet, 14 km väster om huvudstaden Phnom Penh.